# Hello Venus
Hello Venus (hangul: 헬로비너스; rr: Hello Bineoseu; MR: Helro Pinŏsŭ; muitas vezes estilizado como HelLOVEnus) foi um grupo feminino sul-coreano formado pela Pledis Entertainment com a Fantagio Music em 2012. Foi anunciado em julho de 2014, que ambas as gravadoras haviam rompido sua parceria e as demais membros do grupo continuariam sob a Fantagio. Atualmente o grupo é composto por seis integrantes: Alice, Nara, Lime, Seoyoung, Yooyoung e Yeoreum.
Em 26 de abril de 2019, a Fantagio anunciou o disband do Hello Venus.

## História

### Antes da estreia
A Pledis Entertainment colaborou com a Fantagio Entertainment, uma agência de atuação, para um showcase do Hello Venus em abril. Yoo Ara e Yoonjo deveriam se juntar ao After School em algum momento. Yoo Ara, juntamente com a colega Kyungmin, foram os dois candidatos finais para se tornar o nono membro do After School, no entanto, a estagiária E-Young foi a escolhida. Lime estava na escalada para estrear como integrante de um grupo chamado Viva Girls, agenciado pela Medialine Entertainment e composto por vários membros, incluindo Kyungri do Nine Muses. No entanto, o grupo se separou e cada integrante deixou a empresa. Lime foi uma dançarina de apoio para Chae Yeon. Ela também foi rapper com Lee Jung em Look At Me e Honey Family's (Reversal of Drama) sob o nome de Haley. O grupo originalmente consistia em sete membros; Ara, Yoonjo, Alice, Nara, Lime, Yooyoung e Nicole. No entanto, Nicole deixou o Hello Venus antes da estréia do grupo.

### 2012: Estreia comVenus,Like a Wave, eWhat Are You Doing Today?
Em 9 de maio, Hello Venus estreou com seu primeiro extended play Venus, com Venus servindo como faixa promocional. Em 4 de julho, o grupo lançou uma versão reeditada do seu primeiro extended play, Like a Wave, com a faixa do mesmo nome usada para suas promoções. O grupo foi nomeado para Best New Female Artist no MAMA 2012. Em 12 de dezembro, elas lançaram seu segundo extended play, intitulado What Are You Doing Today?.

### 2013: Primeiro concerto eWould You Stay For Tea?

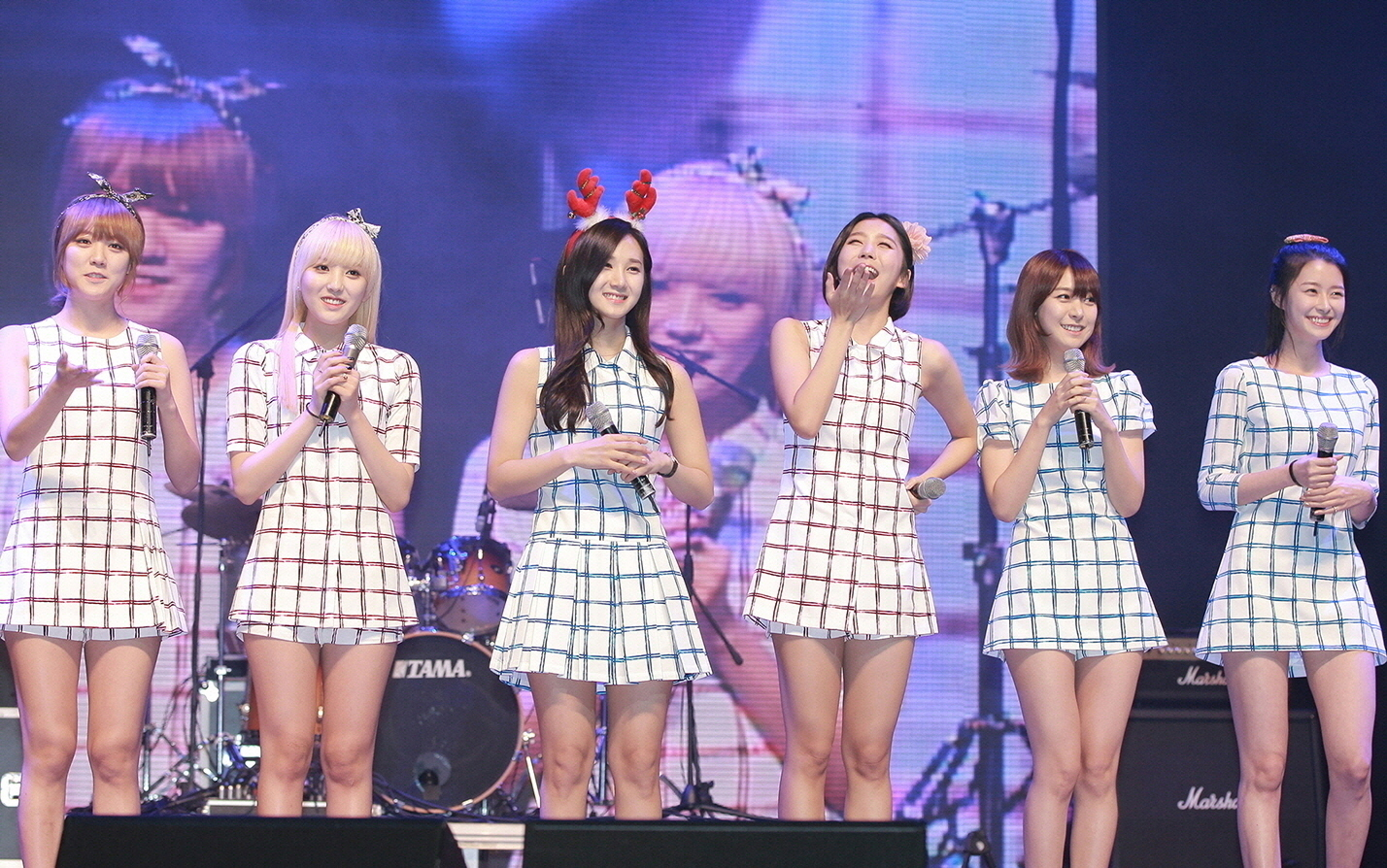
Hello Venus se apresentando no Hope Concert, em 21 de dezembro de 2013

Promoções para What Are You Doing Today? acabaram em 27 de janeiro, no entanto, em 30 de janeiro a Tricell Media anunciou que o grupo iria começar a promover sua canção de acompanhamento, Romantic Love, com a primeira performance ocorrida no programa musical Show Champion no mesmo dia. Em 18 de abril, Hello Venus revelou imagens de teasers para o seu terceiro extended play. Um segundo conjunto de imagens, acompanhado por um teaser musical de sua faixa promocional foi lançado em 24 e 25 de abril, respectivamente. O extended play e o videoclipe foram lançados no dia 2 de maio. No dia seguinte, a Tricell Media anunciou que o grupo realizará seu primeiro concerto solo no Mary Hall, da Sogang University, em 22 de junho.

### 2014: Mudança na formação eStick Stick

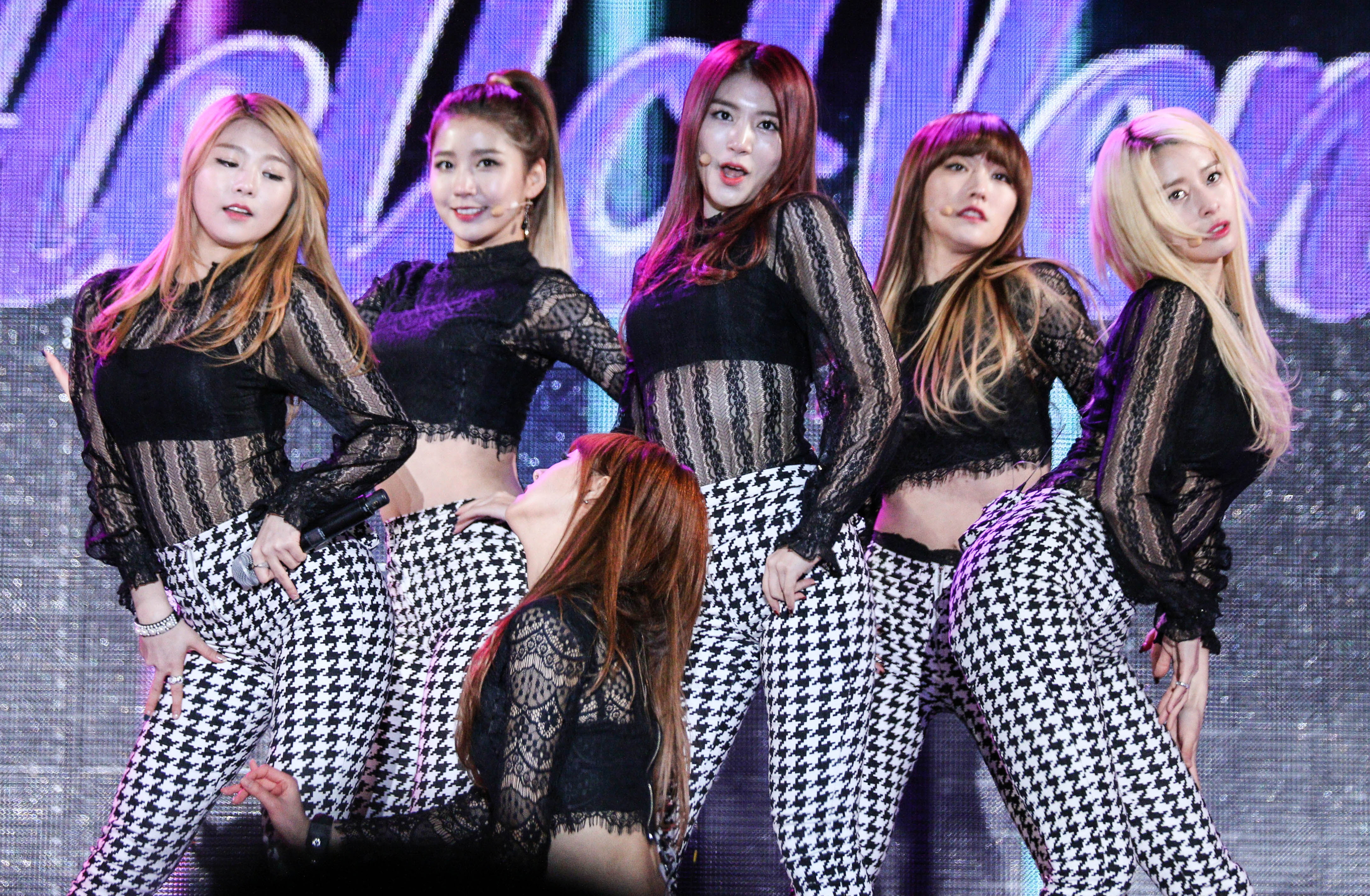
Hello Venus performando no COEX Outdoor Stage, em 11 de dezembro de 2014

Foi anunciado em 31 de julho fancafe oficial de Hello Venus, que Pledis e Fantagio decidiram encerrar o projeto Hello Venus. Alice, Nara, Lime e Yooyoung continuarão a promover como Hello Venus, enquanto as integranted Yoo Ara e Yoonjo voltarão para a Pledis, buscando carreiras na atuação e continuando suas carreiras musicais. As integrantes restantes trabalharão em lançar um novo álbum, e também se arriscarão a atuar. Hello Venus será agora administrado unicamente pela Fantagio. Em 16 de setembro, a agência do grupo anunciou que elas estão programados para ter um retorno em algum momento no outono. O retorno é relatado como uma colaboração com Brave Brothers, bem como a introdução de duas novas integrantes para o grupo. Em 22 de outubro, Fantagio apresentou as duas novas integrantes: Seoyoung e Yeoreum, e anunciou que o grupo faria seu retorno no mês seguinte. Um lançamento de videoclipe para o próximo single Sticky Sticky foi lançado em 31 de outubro, apresentando todos os membros em um conceito sexy. A canção e o videoclipe foram lançados em 6 de novembro de 2014.

### 2015:Wiggle WiggleeI'm Ill

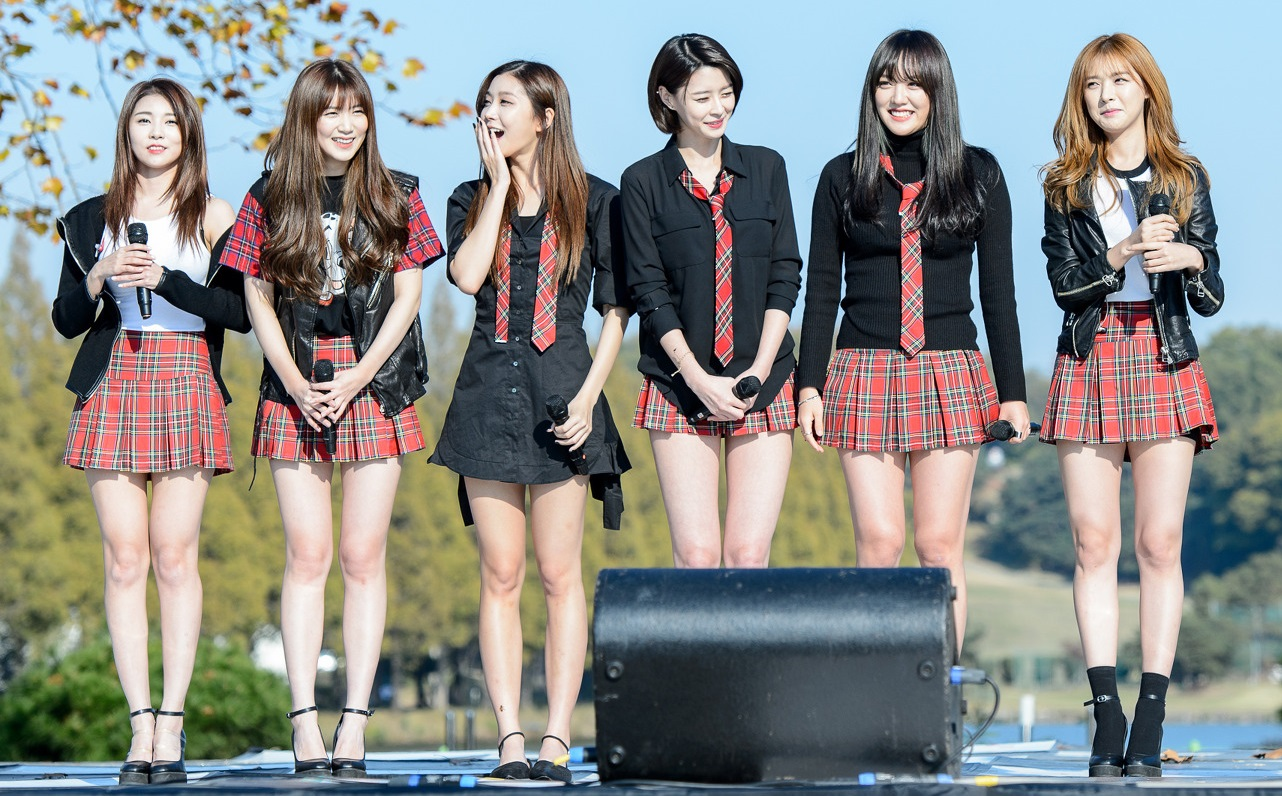
Hello Venus se apresentando no Cheongju Healing Road Culture Festival, em 31 de outubro de 2015

Em 20 de dezembro de 2014, a Fantagio Entertainment anunciou que o grupo retornou com o quinto single digital Wiggle Wiggle, a música foi produzida por Brave Brothers. O videoclipe foi lançado em 8 de janeiro de 2015. O grupo lançou seu quinto extended play, I Am Ill, em 22 de julho de 2015, promovendo o single de mesmo nome.

### 2016-presente: Colaboração com Devine Channel eMystery of Venus
Em 5 de maio de 2016, a Fantagio Entertainment anunciou que o grupo terá um retorno com um single digital chamado Glow. A música é uma colaboração com a produção e redação do time Devine Channel. Em 6 de maio de 2016, Fantagio publicou as primeiras imagens das integrantes Nara, Yeoreum e Seoyoung. Em 7 de março de 2016, Fantagio postou as segundas imagens das integrantes membros Alice, Yooyoung e Lime. No dia 10 de maio, Glow foi lançado oficialmente como um single digital. Em 10 de julho, a Fantagio Music anunciou que o grupo lançará uma segunda canção de colaboração com o Devine Channel, intitulado Paradise. A canção foi lançada oficialmente no dia 18 de julho como um download digital e um videoclipe para o single foi lançado no mesmo dia. Em 1 de novembro, Runway foi lançado como o single de colaboração final com o Devine Channel.
Em 29 de dezembro de 2016 foi relatado que o grupo vai voltar com um extended play em 11 de janeiro. Mystery of Venus foi lançado em 11 de janeiro de 2017, em conjunto com o videoclipe para a faixa promocional Mysterious.

## Endossos
Em outubro de 2012, cinco meses após sua estréia, Hello Venus tornou-se modelo de endosso para Bugs 3.0, um aplicativo de música para smartphones da Neowiz Internet.

## Integrantes
- Alice (hangul: 앨리스), nascida Song Joo-hee (hangul: 송주희) em 21 de março de 1990 (34 anos) em Wonju, Gangwon, Coreia do Sul.[32]
- Nara (hangul: 나라), nascida Kwon Nara (hangul: 권나라) em 13 de março de 1991 (34 anos) em Incheon, Coreia do Sul.[33] Alterou legalmente seu nome para Kwon Ahyoon (hangul: 권아윤).[34]
- Lime (hangul: 라임), nascida Kim Hye-Lim (hangul: 김혜림) em 19 de janeiro de 1993 (32 anos) em Seul, Coreia do Sul.[35]
- Seoyoung (hangul: 서영), nascida Lee Seoyoung (hangul: 이서영) em 27 de junho de 1994 (30 anos) em Anyang, Gyeonggi, Coreia do Sul.[36]
- Yooyoung (hangul: 유영), nascida Lee Yooyoung (hangul: 이유영) em 23 de janeiro de 1996 (29 anos) em Suwon, Gyeonggi, Coreia do Sul.
- Yeoreum (hangul: 여름), nascida Ahn Chaeyeon (hangul: 안채연) em 4 de junho de 1996 (28 anos) em Gwangju, Coreia do Sul.[37][38]

### Ex-integrantes
- Ara (hangul: 아라, nascida Yoo Ara (hangul: 유아라) em 26 de setembro de 1992 (32 anos) em Pyeongtaek, Gyeonggi Coreia do Sul.[39]
- Yoonjo (hangul: 윤조), nascida Shin Yoonjo (hangul: 신윤조) em 14 de dezembro de 1992 (32 anos) em Seul, Coreia do Sul.[32][33][35]

## Discografia
EP
- 2012: Venus
- 2012: What Are You Doing Today?
- 2013: Would You Stay For Tea?
- 2015: I'm Ill (I'm Art)
- 2017: Mystery of VENUS

Álbuns single
- 2014: Sticky Sticky
- 2015: Wiggle Wiggle
- 2015: I'm Ill
- 2016: "Glow"
- 2016: "Paradise"

## Filmografia

### Reality shows
| Ano  | Título         | Notas      |
| ---- | -------------- | ---------- |
| 2012 | Birth Of Venus | —          |
| 2013 | SBS MTV Diary  | Com NU'EST |

### Programas de TV
- 2012: Men's Qualifications - Family Chorus (Yoonjo)
- 2012: Weekly Idol - Episódio 54 com NU'EST
- 2012: KBS Joy's Hug (Yoo Ara e Yooyoung)
- 2012: Happy Together (Alice)
- 2012: Hello Counselor (Yooyoung)
- 2012: MTV Wonder Boy com Boyfriend
- 2012: Tooniverse's Superhero (Yooyoung)
- 2012: SBS 1000 Song Challenge (Nara e Yoo Ara)
- 2012: tVN ENews (com Alice)
- 2013: MBC Idol Star Athletics Championship com After School e NU'EST
- 2013: Weekly Idol - Episódio 78
- 2013: SBS 1000 Song Challenge (Alice, Yooara, Yoonjo e Lime)
- 2013: Idol Gayo Stage
- 2013: All the KPOP
- 2016: Knowing Brother

### Doramas
| Ano  | Título                     | Papel         | Membro (s)        |
| ---- | -------------------------- | ------------- | ----------------- |
| 2012 | Take Care Of Us Captain    | Especial      | Nara and Yooyoung |
| 2012 | What is Mom                | Yoo Ara       | Yoo Ara           |
| 2013 | Wonderful Mama             | Jang Gaeun    | Yooyoung          |
| 2014 | Cunning single lady        | Pi Song Hee   | Yooyoung          |
| 2015 | School 2015                | Jo Hae Na     | Yooyoung          |
| 2015 | After School: Lucky or not | Elas mesmas   | Nara e Alice      |
| 2015 | To Be Continued            | Elas mesmas   | Todas             |
| 2017 | Suspicious Partner         | Cha Yoo Jeong | Nara              |